# Fiat Tipo (1988)
Fiat Tipo – samochód osobowy klasy kompaktowej produkowany przez włoską markę FIAT w latach 1988–1995.

## Historia i opis modelu

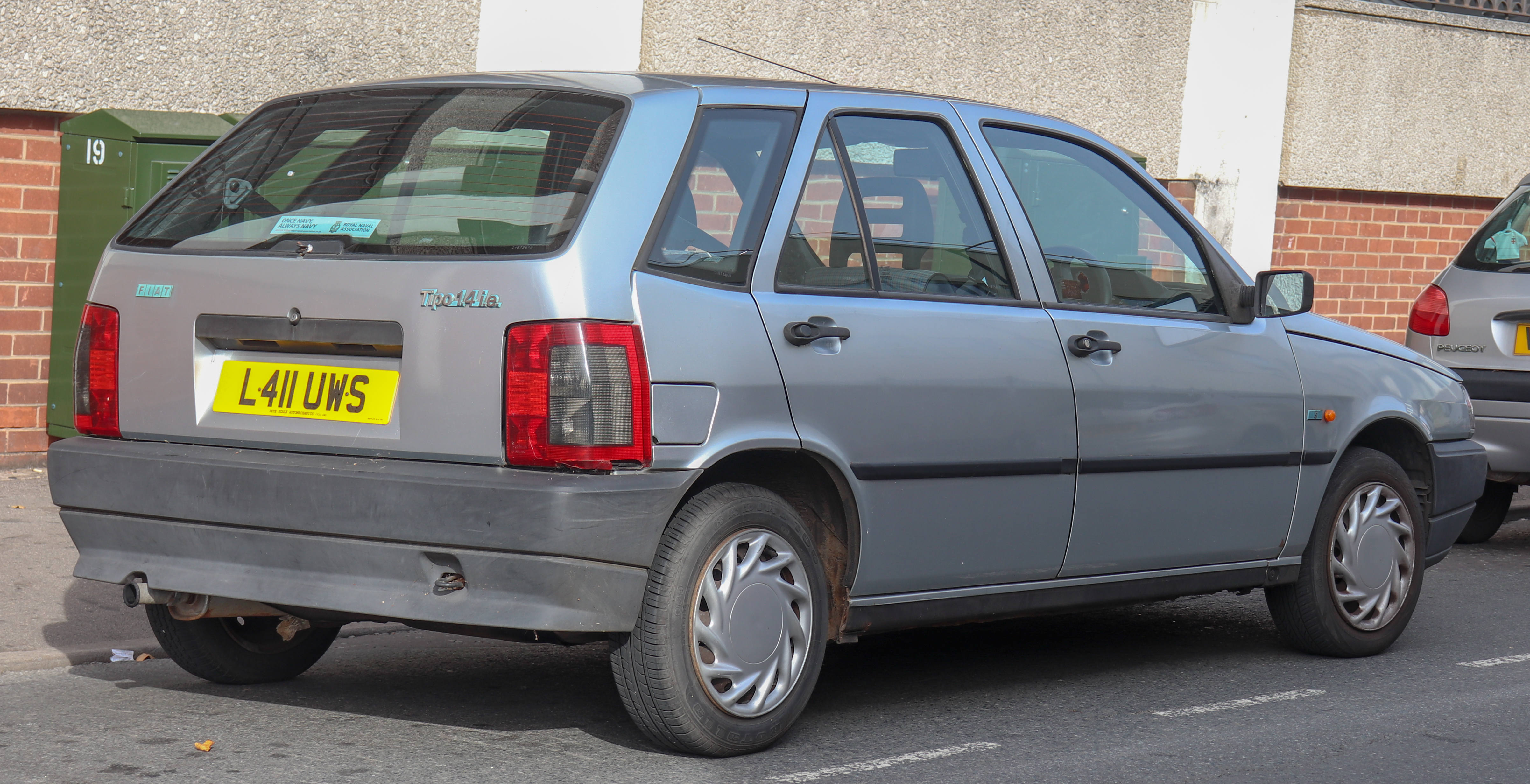
Fiat Tipo - tył

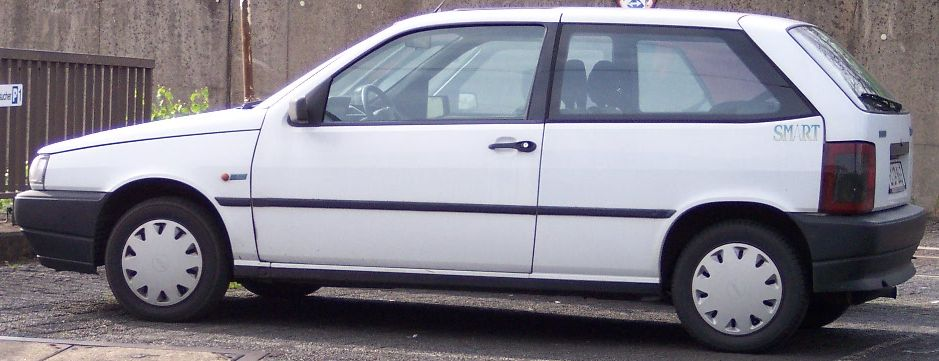
Fiat Tipo w wersji trzydrzwiowej

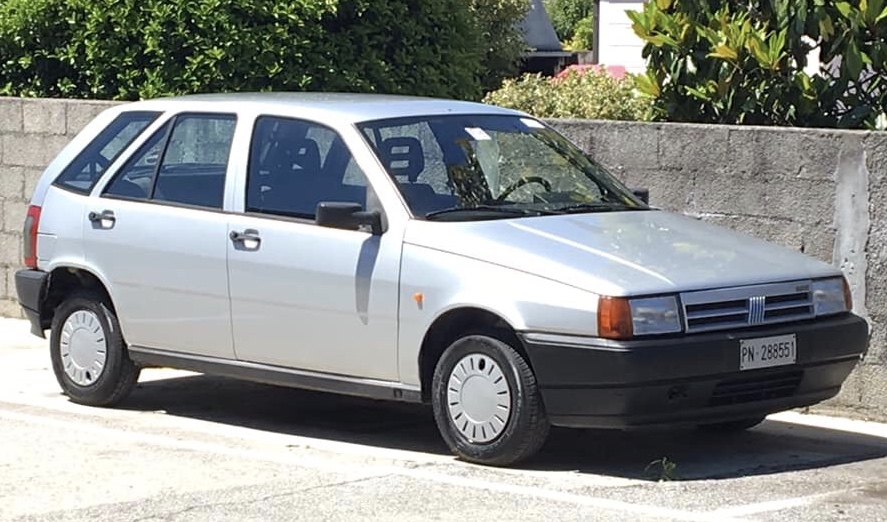
Fiat Tipo przed liftingiem

Pojazd zbudowany został na bazie globalnej płyty podłogowej na której zbudowane zostały m.in. Fiat Tempra oraz Coupé, Lancia Delta II oraz Lancia Dedra, a także Alfa Romeo 155. Auto zaprezentowane zostało po raz pierwszy w styczniu 1988 roku jako następca modelu Ritmo. Początkowo pojazd występował jedynie jako 5-drzwiowy hatchback. W 1990 roku gamę modelową pojazdu poszerzono o wersję sedan oraz kombi dostępną jako Fiat Tempra. Był to pierwszy model marki, który posiadał ocynkowane większość elementów karoserii oraz zaokrągloną tylną klapę wykonaną w włókna szklanego.
W 1993 roku auto przeszło delikatny lifting. Zmodernizowano m.in. atrapę chłodnicy oraz przednie reflektory, a także poprawiono zabezpieczenie antykorozyjne i bezpieczeństwo. Przy okazji liftingu, do sprzedaży wprowadzono 3-drzwiową odmianę pojazdu. W październiku 1995 roku zakończono produkcję pojazdu we Włoszech, a w latach 1995 - 1997 kontynuowano produkcję modelu we fabryce Fiat Automóveis w Betim w Brazylii.
W plebiscycie Samochodu Roku 1989 auto zyskało pierwsze miejsce (pokonując Opla Vectrę i Volkswagena Passata).

### Wersje wyposażeniowe
- S
- SX
- AGT
- DGT
- GT
- SEDICIVALVOLE / SPORT
- Gold - wersja limitowana przeznaczona na rynek belgijski.

Luksusowa wersji DGT była standardowo wyposażona w cyfrowy zestaw wskaźników, elektryczne sterowanie szyb, zamek centralny, barwione na niebiesko szyby oraz białe klosze przednich kierunkowskazów. Limitowana wersja Gold, standardowo była wyposażona m.in. w lakier metalizowany, zderzaki i lusterka w kolorze nadwozia, ozdobny pasek w kolorze złotych na drzwiach, przednie światła przeciwmgłowe, wspomaganie kierownicy, elektryczne sterowanie szyb, elektryczne sterowanie lusterek, regulowany na wysokość fotel kierowcy, alufelgi oraz opcjonalnie w cyfrowy zestaw wskaźników, klimatyzację oraz szyberdach.

### Silniki
| Wersja                | Pojemność          | Typ silnika        | Zasilanie silnika    | Moc maksymalna     | Maks. moment       | Prędkość maks.     | 0-100 km/h         |                    |                    |
| Silniki benzynowe:    | Silniki benzynowe: | Silniki benzynowe: | Silniki benzynowe:   | Silniki benzynowe: | Silniki benzynowe: | Silniki benzynowe: | Silniki benzynowe: | Silniki benzynowe: | Silniki benzynowe: |
| --------------------- | ------------------ | ------------------ | -------------------- | ------------------ | ------------------ | ------------------ | ------------------ | ------------------ | ------------------ |
| 1.1 FIRE              | 1108 ccm           | R4/8 OHC           | gaźnik               | 56 KM / 5500 obr.  | 87 Nm / 2900 obr.  | 150 km/h           | 17,2 s             |                    |                    |
| 1.4 AF                | 1372 ccm           | R4/8 OHC           | gaźnik               | 71 KM / 6000 obr.  | 106 Nm / 3000 obr. | 161 km/h           | 13,0 s             |                    |                    |
| 1.4                   | 1372 ccm           | R4/8 OHC           | gaźnik               | 78 KM / 6000 obr.  | 108 Nm / 2900 obr. | 167 km/h           | 12,6 s             |                    |                    |
| 1.4 i.e.              | 1372 ccm           | R4/8 OHC           | jednopunktowy wtrysk | 70 KM / 6000 obr.  | 106 Nm / 3000 obr. | 161 km/h           | 12,6 s             |                    |                    |
| 1.6                   | 1580 ccm           | R4/8 OHC           | gaźnik               | 82 KM / 6000 obr.  | 130 Nm / 2900 obr. | 172 km/h           | 12,0 s             |                    |                    |
| 1.6                   | 1581 ccm           | R4/8 OHC           | gaźnik               | 86 KM / 5800 obr.  | 135 Nm / 2900 obr. | 175 km/h           | 11,8 s             |                    |                    |
| 1.6 i.e.              | 1581 ccm           | R4/8 OHC           | jednopunktowy wtrysk | 78 KM / 6000 obr.  | 124 Nm / 3000 obr. | 170 km/h           | 12,4 s             |                    |                    |
| 1.6 i.e.              | 1585 ccm           | R4/8 DOHC          | jednopunktowy wtrysk | 90 KM / 6250 obr.  | 122 Nm / 4250 obr. | 178 km/h           | 11,0 s             |                    |                    |
| 1.6 i.e.              | 1581 ccm           | R4/8 OHC           | wielopunktowy wtrysk | 75 KM / 6000 obr.  | 124 Nm / 3000 obr. | 170 km/h           | 12,4 s             |                    |                    |
| 1.8 i.e.              | 1756 ccm           | R4/8 DOHC          | wielopunktowy wtrysk | 90 KM / 6000 obr.  | 128 Nm / 3250 obr. | -                  | -                  |                    |                    |
| 1.8 i.e.              | 1756 ccm           | R4/8 DOHC          | wielopunktowy wtrysk | 105 KM / 6000 obr. | 140 Nm / 3000 obr. | 173 km/h           | 12,0 s             |                    |                    |
| 1.8 i.e.              | 1756 ccm           | R4/8 DOHC          | wielopunktowy wtrysk | 110 KM / 6000 obr. | 140 Nm / 2500 obr. | 187 km/h           | 10,9 s             |                    |                    |
| 1.8 i.e. 16V          | 1756 ccm           | R4/16 DOHC         | wielopunktowy wtrysk | 136 KM / 6250 obr. | 164 Nm / 4600 obr. | 204 km/h           | 8,5 s              |                    |                    |
| 2.0 i.e.              | 1995 ccm           | R4/8 DOHC          | wielopunktowy wtrysk | 113 KM / 5750 obr. | 156 Nm / 3300 obr. | 190 km/h           | 10,5 s             |                    |                    |
| 2.0 i.e. 16V          | 1995 ccm           | R4/16 DOHC         | wielopunktowy wtrysk | 148 KM / 6250 obr. | 180 Nm / 3000 obr. | 207 km/h           | 8,4 s              |                    |                    |
| Silniki wysokoprężne: |                    |                    |                      |                    |                    |                    |                    |                    |                    |
| 1.7 D                 | 1697 ccm           | R4/8 OHC           | wtrysk pośredni      | 58 KM / 4600 obr.  | 98 Nm / 2900 obr.  | 150 km/h           | 17,8 s             |                    |                    |
| 1.9 D                 | 1929 ccm           | R4/8 OHC           | wtrysk pośredni      | 65 KM / 4600 obr.  | 119 Nm / 2000 obr. | 160 km/h           | 16,5 s             |                    |                    |
| 1.9 TD                | 1929 ccm           | R4/8 OHC           | wtrysk pośr. + turbo | 92 KM / 4100 obr.  | 186 Nm / 2400 obr. | 175 km/h           | 12 s               |                    |                    |